# Aradíppou
 (mars 2016).
Si vous disposez d'ouvrages ou d'articles de référence ou si vous connaissez des sites web de qualité traitant du thème abordé ici, merci de compléter l'article en donnant les références utiles à sa vérifiabilité et en les liant à la section « Notes et références ».
Aradíppou (grec moderne : Αραδίππου) est une municipalité de Chypre ayant en 2011 19 228 habitants.